# Juan Carlos la Rosa
Juan Carlos La Rosa Llontop (Tumán, 3 de fevereiro de 1980) é um ex-futebolista profissional peruano que atuava como meia.

## Carreira
Juan Carlos la Rosa fez parte do elenco da Seleção Peruana de Futebol da Copa América de 2004.